# Alfons 6. af Portugal
Alfons 6. (portugisisk: Dom Afonso VI) (født 21. august 1643, død 12. september 1683) var konge af Portugal fra 1656 til 1683.

## Biografi
Alfons var den ældste overlevende søn af kong Johan 4. af Portugal og Luisa de Guzmán. Som 3-årig blev Alfons ramt af en sygdom, der lammede hans venstre side og gjorde ham sindssyg.
Alfons blev konge fra faderens død i 1656. Hans mor, dronning Luisa, fungerede som regent i årene 1656-1662. Alfons giftede sig med den franske prinsesse Marie Françoise af Nemours i 1666, men det følgende år blev ægteskabet annulleret på grund af brudgommens impotens. Kort derefter giftede hun sig med hans yngre bror Peter, som blev regent og eksilerede Alfons til Azorerne. Alfons døde som 40-årig i 1683 i Sintra.